# Chuba Akpom
Chuba Amechi Akpom, född 9 oktober 1995, är en engelsk fotbollsspelare som spelar för Ajax.

## Karriär
I januari 2017 lånades Akpom ut till Brighton & Hove Albion för resten av säsongen 2016/2017. Den 31 januari 2018 lånades Akpom ut till belgiska Sint-Truidense för resten av säsongen 2017/2018.
I augusti 2018 värvades Akpom av grekiska PAOK.
Den 19 september 2020 värvades Akpom till Middlesbrough, där han skrev på ett treårskontrakt med klubben. Den 26 augusti 2021 lånades Akpom ut till grekiska PAOK på ett låneavtal över säsongen 2021/2022.
Den 16 augusti 2023 värvades Akpom av Ajax, där han skrev på ett femårskontrakt.